# Borntved
Borntved (dansk) eller Börentwedt (tysk) er en bebyggelse beliggende midtvejs mellem Tumby og Fuglsang i det nordlige Svansø i Sydslesvig. Administrativt hører Borntved under Tumby Kommune i Rendsborg-Egernfjord kreds i den nordtyske delstat Slesvig-Holsten. I kirkelig henseende hører stedet under Siseby Sogn. Sognet lå i Risby Herred (Svans gosdsdistrikt, senere Egernfjord Herred), da området tilhørte Danmark.
Borntved er første gang nævnt 1462. Forleddet refererer enten til personnavnet Biorn, Borne eller til den nærliggende landsby Borne på Sliens modsatte bred i Angel. Efterleddet henføres til oldnordisk viðr for skov. Der er altså tale om Bornes skov. Borntved hørte tidligere under Grønholt gods. Området er landbrugspræget. Tæt på landsbyen udpsringer Bogåen. I omegnen ligger gårdene Helle, Hymark (Hümark), Nydam (Neuteich) og Snurom samt godset Måslev. Lidt syd for Borntved er der med Moseskov/Grønskov (Moorholz) et lille skovområde.